# روابط فلسطین و هند
روابط فلسطین و هند تا حد زیادی تحت تأثیر مبارزات استقلال علیه استعمار بریتانیا بوده‌است.  هند پس از اعلام رسمی بیانیه استقلال فلسطین در ۱۸ نوامبر ۱۹۸۸، این کشور را به رسمیت شناخت. اگرچه پیش از رسمی شدن نیز، از حدود ۱۹۷۴، این دو کشور روابط دیپلماتیک نزدیکی داشتند.
پس از اینکه در سال ۱۹۴۷ هند به استقلال خود دست یافت، این کشور به دنبال تقسیم شدن هند بریتانیایی به حمایت از خودمختاری فلسطین پرداخت. به دلیل تفرقه‌های مذهبی شدیدی که میان دولت هند و پاکستان وجود داشت، هند نیاز جدی به تقویت روابط با کشورهای مسلمان در سراسر جهان داشت و در این میان فلسطین هدف مناسبی بود. اگرچه این ارتباط در اواخر دهه ۱۹۸۰ و ۱۹۹۰ شکست خورد، زیرا هند با به رسمیت شناختن اسرائیل، آتش خشم فلسطینی‌ها را برانگیخت و ضربه اصلی به روابط دو کشور زد، اما با این وجود بازهم از ارسال کمکم به فلسطین و همایت کردن از اینکشور دست برنداشت. گذشته از مسائل دیپلماتیک، روابط هند و فلسطین تا حد زیادی به پیوندهای فرهنگی-اجتماعی بستگی دارد، با این وجود این دو کشور روابط اقتصادی متعادلی داشتند. در آن دوران هند به مناسبتی، ۱۰ میلیون دلار به بودجه سالانه فلسطین را کمک کرد.
از زمان برقراری روابط دیپلماتیک بین هند و اسرائیل، همکاری در عرصه‌های نظامی و اطلاعاتی افزایش یافته‌است. با سقوط اتحاد جماهیر شوروی و ظهور فعالیت‌های تفرقه افکنانه اسلامی در هر دو کشور زمینه را برای یک اتحاد استراتژیک هموار کرد. از آن زمان، حمایت هند از فلسطین متعادل بوده‌است اگرچه هند هنوز مشروعیت آرمان‌های فلسطین را به رسمیت می‌شناسد.

## پیوندهای فرهنگی
همچنین در بیشتر کشورهای جهان سوم، از جمله شرق اروپا، جنوب شرق آسیا و حاشیه آسیای جنوبی، میراث بالیوود همچنان به ساختن حقایق قدرت نرم برای هند ادامه می‌دهد.